# 松村龍二
松村 龍二（まつむら りゅうじ、1938年〈昭和13年〉2月25日 - ）は、日本の政治家。自由民主党・清和政策研究会（町村派）所属の元参議院議員（3期）、国土交通副大臣、文部政務次官などを歴任した。

## 略歴・人物
福井県福井市生まれ。父親が中華民国で働いていた医師であったことから、太平洋戦争の終戦まで青島で育った。戦後、日本に戻り福井県勝山市に住む。1961年（昭和36年）東京大学法学部を卒業。

### 警察官僚として
その後、警察庁に入庁。キャリア（警察官僚）として、外務省や総理府、防衛庁に出向もしながら、1986年（昭和61年）から岐阜県警察本部長を、1990年（平成2年）から埼玉県警察本部長などを歴任。1991年（平成3年）に就任の九州管区警察局長を最後に退官した。

### 参議院議員として
1995年に自由民主党公認で第17回参議院議員通常選挙に出馬し初当選した。その後も第19回参議院議員通常選挙、第21回参議院議員通常選挙と当選した。
2013年の第23回参議院議員通常選挙には出馬せず引退。後継は滝波宏文。同年秋の叙勲で旭日重光章受章。

## 政歴
- 1995年7月23日　第17回参議院議員通常選挙に自由民主党公認で福井県選挙区に出馬し、民改連現職の古川太三郎破り初当選。
- 2001年7月29日　第19回参議院議員通常選挙に自民党公認で福井県選挙区に出馬し当選、二期目。
- 2007年7月29日　第21回参議院議員通常選挙に自民党公認で福井県選挙区に出馬し当選、三期目。

## 政策
警察官僚出身ということでストーカー規制法の議員立法化に励み規制法を実現した。

## その他
- 家族：妻・二女

## 所属していた団体・議員連盟
- 神道政治連盟国会議員懇談会
- TPP交渉における国益を守り抜く会